# Hållnäskusten
Hållnäskusten este o arie protejată (arie specială de conservare — SAC, sit de importanță comunitară — SCI) din Suedia întinsă pe o suprafață de 1.449,3 ha, integral pe uscat.

## Localizare
Centrul sitului Hållnäskusten este situat la coordonatele 60°35′02″N 18°00′59″E / 60.584°N 18.0163°E.

## Înființare
Situl Hållnäskusten a fost declarat sit de importanță comunitară în decembrie 1995 pentru a proteja 1 specie de plante și 1 specie de animale. Situl a fost protejat și ca arie specială de conservare în martie 2011.

## Biodiversitate
Situată în ecoregiunile boreală și marină baltică, aria protejată conține 15 habitate naturale: Vegetație perenă pe țărmurile stâncoase, Păduri fino-scandinave bogate în ierburi cu Picea abies, Lagune de coastă, Pășuni din zone de pădure fino-scandinave, Ape puternic oligomezotrofe cu vegetație bentonică cu Chara spp., Roci stâncoase cu vegetație pionieră de Sedo-Scleranthion sau Sedo albi-Veronicion dillenii, Mlaștini alcaline, Faleze cu vegetație de pe coastele atlantice și baltice, Mlaștini împădurite, Terase mlăștinoase și terase nisipoase neacoperite de apă la reflux, Golfuri mici largi și golfuri puțin adânci, Taiga vestică, Păduri naturale în etape succesive primare ale suprafețelor emergente de coastă, Pășuni de coastă din Baltica boreală, Insulițe și insule mici din Baltica boreală.
La baza desemnării sitului se află mai multe specii protejate:
- plante (1): moșișoare (Liparis loeselii)
- amfibieni (1): triton cu creastă (Triturus cristatus)